# 추아 회로

추아 다이오드가 없는 추아 회로

추아 회로(Chua's circuit)는 전형적인 혼돈 이론의 성질을 띠는 간단한 전기회로이다. 이 회로는 1983년 리언 추아(영어: Leon Chua)에 의해 소개되었으며, 그 당시 그는 일본의 와세다 대학의 방문자였다. 회로 설계의 간단함으로 어디서든 만들 수 있고 실질적인 혼돈계의 예가 되었으며, 몇몇은 이 회로를 “혼돈의 패러다임”이라고 불렀다.

## 혼돈의 기준
기본적인 회로 구성요소(저항, 코일, 축전기)로 만든 자율 회로가 혼돈 행동을 보이기 위해서는 세가지 기준을 만족해야 한다. 이는
1. 하나 이상의 비선형 요소
2. 하나 이상의 저항
3. 세 개 이상의 에너지 저장 장치

추아 회로는 이 세 기준을 만족하는 가장 간단한 회로이다. 위의 회로도와 같이, 에너지를 저장하는 장치는 두 개의 축전기와 하나의 코일이다. 또, 저항이 있으며 두 개의 선형저항과 두 개의 다이오드로 이루어진 비선형 저항이 있다. 가장 오른쪽에는 세 개의 선형 저항과 연산 증폭기 하나로 만들어진 네거티브 임피던스 변환기가 있다. 오른쪽 부분은 추아 다이오드를 실현 시킨 것으로, 이는 상업적으로는 팔리지 않고, 간단한 부품들로 스스로 만들 수 있다.

## 회로 분석

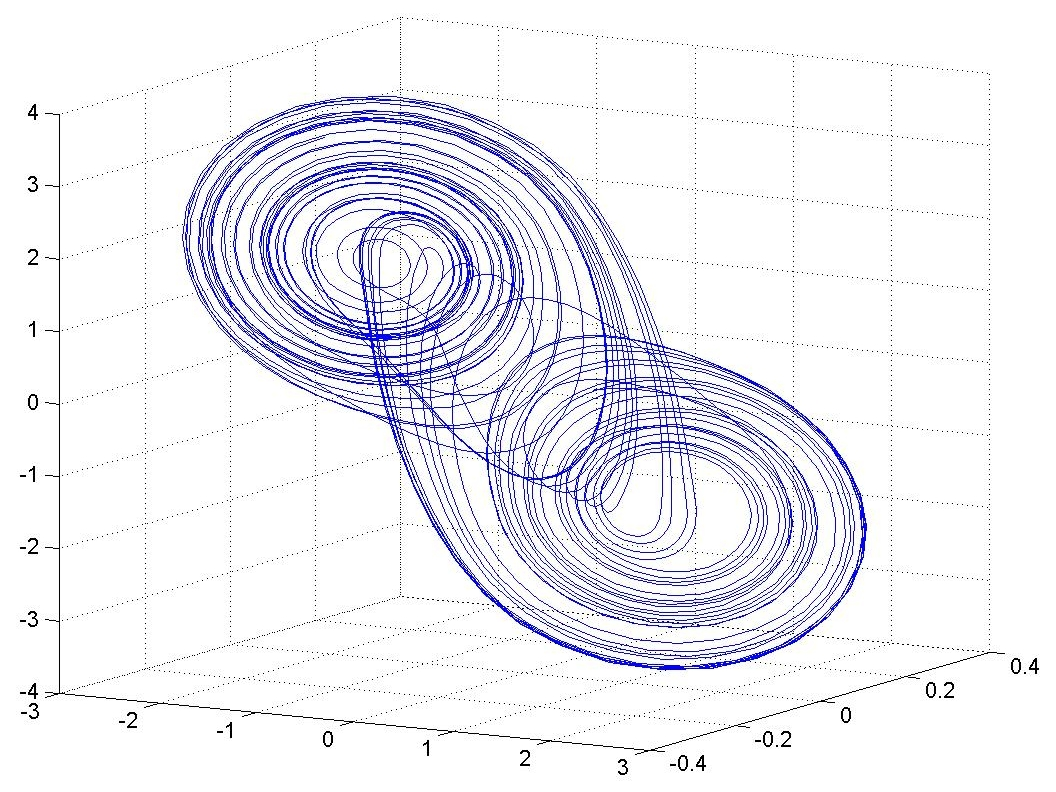
혼돈 "이중 두루마리" 끌개를 보여주는 추아 회로에 대한 MATLAB의 시뮬레이션 결과

전자기학의 법칙들을 적용함으로써, 추아 회로는 축전기 {\displaystyle C_{1},C_{2}}에 걸리는 전압과 코일 {\displaystyle L_{1}}에 흐르는 전류의 세기를 세 개의 변수 {\displaystyle x(t),y(t),z(t)}에 각각 대응했을 때, 세 개의 비선형 상미분 방정식으로 정확히 설명 할 수 있다. 이 공식들은 다음과 같다.
{\displaystyle {dx \over dt}=\alpha [y-x-f(x)]}
{\displaystyle {dy \over dt}=x-y+z}
{\displaystyle {dz \over dt}=-\beta y}
함수 {\displaystyle f(x)}는 비선형 저항에 걸리는 전압과 흐르는 전류의 관계이며, 이는 구성요소의 배치에 따라 달라질 수 있다. 계수 {\displaystyle \alpha ,\beta }는 회로 구성 부품의 특성에 의해 결정된다.
{\displaystyle (x,y,z)}에서의 모양 때문에 “이중 두루마리”라고 불리는 혼돈 끌개는 3구분 선형 함수인 {\displaystyle f(x)}와 같은 비선형 요소를 갖는 회로에서 처음 관찰되었다.
쉬운 설계와 간단하고도 확실한 이론적 분석의 존재는 추아 회로를 혼돈 이론의 근본과 최근 이슈를 연구하기 좋은 시스템으로 만든다. 이로 인해 많은 연구의 대상이 되었으며, 넓은 범위의 논문에서도 등장한다. 더욱이, 추아 회로는 다층 셀룰러 신경망(cellular neural network, CNN)을 통해 쉽게 구현할 수 있다. 셀룰러 신경망은 1988년 리언 추아에 의해 발명되었다. 현재까지 많은 종류의 혼돈 끌개들이 추아 회로 속에서 발견되었다. 이들은 상대적으로 쉽게 계산을 통해 얻을 수 있다. 또, 최근에는 숨겨진 추아 끌개가 전통적인 추아 회로에서 발견 되었고,
나중에 매끈하고 불연속적인 변수들이 특정되었다.

## 추가 문헌
- 상호적 추아 회로의 3D 시뮬레이션 이중 두루마리 예시

## 참고 문헌
- Chaos synchronization in Chua's circuit, Leon O Chua, Berkeley : Electronics Research Laboratory, College of Engineering, University of California, [1992], OCLC: 44107698
- Chua’s Circuit Implementations: Yesterday, Today and Tomorrow,L. Fortuna, M. Frasca, M.G. Xibilia, World Scientific Series on Nonlinear Science, Series A - Vol. 65, 2009, ISBN 978-981-283-924-4